# Вампирша (фильм, 2007)
«Вампи́рша» (англ. Rise) — фильм ужасов в жанре неонуар режиссёра и сценариста Себастьяна Гутьерреса с Люси Лью в главной роли. После выхода фильма, Люси Лью заняла 41-е место в «Топ-50 самых сексуальных вампиров». Мировая премьера состоялась 28 апреля 2007 года на кинофестивале «Трайбека», в России — 16 августа.

## Сюжет
Молодая журналистка Сэди Блэйк пытается расследовать странные кровавые убийства, происходящие в городе. Убивающие людей вампиры ловят её и кусают.
Ночью Сэди, проснувшись в морге, обнаруживает на шее следы укусов. Понимая, что стала вампиршей, она клянётся отомстить тем, кто превратил её в кровопийцу. Во время охоты на вурдалаков она встречает детектива Роулинса, чья дочь тоже стала жертвой вампиров.

## В ролях
| Актёр              | Роль                              |
| ------------------ | --------------------------------- |
| Люси Лью           | Сэди Блэйк                        |
| Майкл Чиклис       | Клайд Роулинс детектив            |
| Джеймс Д’Арси      | Бишоп                             |
| Карла Гуджино      | Ева                               |
| Элден Хенсон       | Тейлор                            |
| Хулио Оскар Мекосо | Артуро                            |
| Саймон Рекс        | Хэнк                              |
| Аллан Рич          | Харрисон                          |
| Фрэн Кранц         | Алекс                             |
| Кэмерон Ричардсон  | Коллетт проститутка               |
| Кевин Уотли        | Итан Миллс оператор, коллега Сэди |
| Мако               | По                                |
| Роберт Форстер     | Ллойд                             |
| Марго Харшман      | Триша Роулинс дочь Клайда         |
| Самира Армстронг   | Дженни                            |
| Мэрилин Мэнсон     | бармен                            |
| Ник Лаше           | Дуэйн                             |
| Кэмерон Гудман     | Кейтлин подруга Триши             |
| Холт Макколэни     | Рурк                              |
| Зак Гилфорд        | Сейлор                            |